# 秋谷裕幸
秋谷裕幸（日语：／ Akitani Hiroyuki，1963年3月13日—），日本神奈川縣人，早稻田大学文學碩士，神戶市外國語大學文学博士，是汉语方言学专家，现任愛媛大學法文学部人文社会学科教授。

## 生平

### 经历
秋谷裕幸出生于日本神奈川县，大学期间修习中国文学专业，1985年就读于早稻田大学文学部，1988年就读于早稻田大学文学研究科，1993年升入东京都立大学人文科学研究科。毕业后，在爱媛大学任教，1994年至1996年间任职于教养部，1996年起在法文学部任教，2010年至2011年赴中华人民共和国教育部人文社会科学重点研究基地北京大学汉语语言学研究基地工作。2016年11月至2018年11月间担任日本中国语学会编辑委员会委员长，2019年11月至今担任日本中国语学会理事、学界展望编辑委员会委员长。秋谷裕幸常到中国大陆、台湾的研究機構、高等院校参与语言的研究与发表讲座。

### 学术研究
秋谷裕幸在大学时参加了去北京的短期研学，他因此开始钻研中文，这也是秋谷裕幸自认为现今他在任教中文的起因。秋谷裕幸主要研究汉语音韵史和词汇史，大量研究了闽语（包括福建、广东、浙江、台湾等地）、闽西客家语、浙南吴语、中原官话关中片、汾河片和晋语吕梁片等中文方言。秋谷裕幸自1988年7月起开始研究闽东方言，20世纪末及21世纪初，秋谷裕幸主要的研究地域都在福建地区以及受到闽语系影响的方言区，21世纪10年代起开始研究中原及黄河流域的方言。秋谷裕幸曾走过中国的部分方言区，逐一了解各地的方言音韵并为方言划分声母、韵母，其代表论述是提出编纂汉语方言比较词典与重建官话方言音韵史的设想。

## 获奖
秋谷裕幸于2005年获得三岛海云纪念财团平成17年度（第43届）学术奖，2008年获得李方桂语言学论著特优奖。